# Aeroportul Veliky Ustyug
Aeroportul Veliky Ustyug (IATA: VUS, ICAO: ULWU) este un aeroport din Veliki Ustiug⁠(d), Velikoustiugski raion⁠(d), Regiunea Vologda, Rusia ce deservește zona Veliki Ustiug⁠(d). A fost numit după zona deservită.
Situat la o altitudine de 101 m, aeroportul dispune de o singură pistă.